# Rogeria belti
Rogeria belti är en myrart som beskrevs av Mann 1922. Rogeria belti ingår i släktet Rogeria och familjen myror. Inga underarter finns listade i Catalogue of Life.

## Bildgalleri

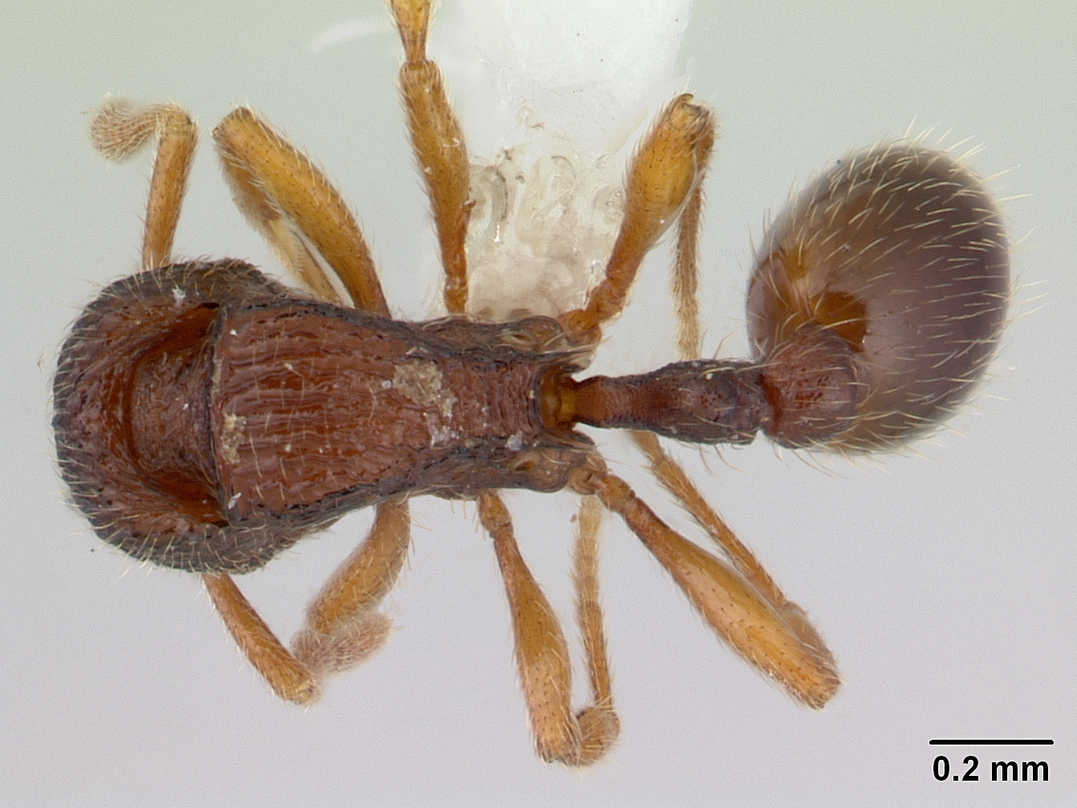
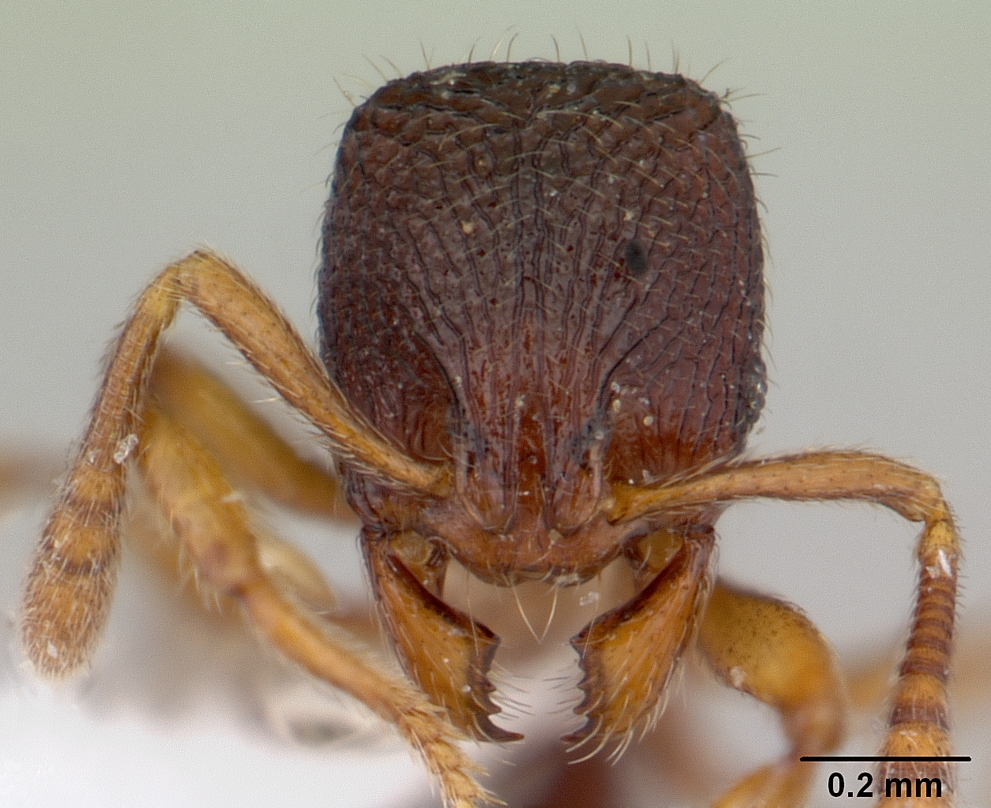
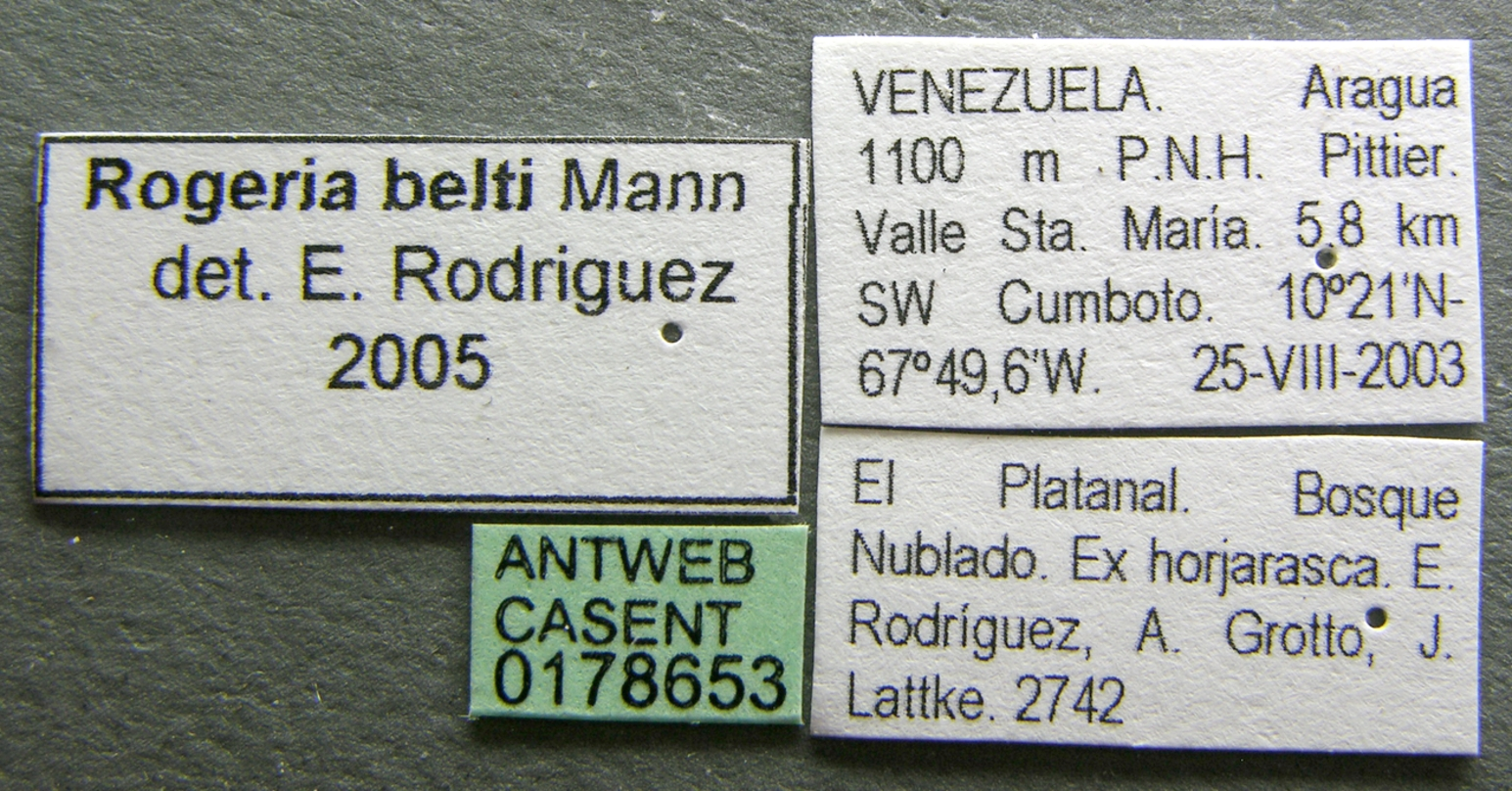
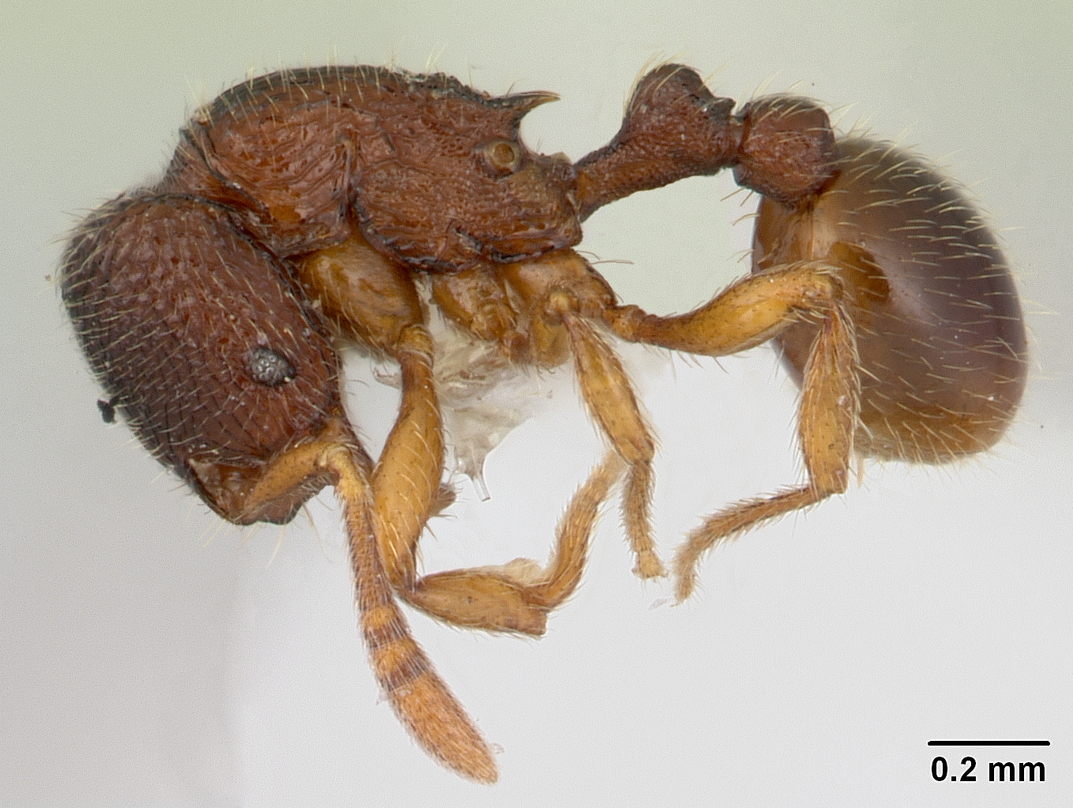